# Districtul Rogassa
Rogassa este un district din provincia El Bayadh, Algeria.